# Frómista
Frómista es un municipio y localidad española de la provincia de Palencia, en la comunidad autónoma de Castilla y León.

## Geografía
A 32 km de Palencia, 19 km de Carrión de los Condes y 17 km de Osorno la Mayor, se encuentra muy bien comunicada por la autovía Cantabria-Meseta.

## Historia

### Edad Media
Esta época es tiempo de plenitud para Frómista. Alrededor de 1066, según la referencia que se ofrece en el testamento de la reina Doña Mayor, se funda el Monasterio de San Martín con su iglesia románica. En 1118, la reina Doña Urraca, dueña del monasterio, hace donación de éste y de su jurisdicción a los monjes benedictinos de Carrión. Desde el siglo XII hasta el siglo XV, Frómista estuvo dividida en dos jurisdicciones distintas: por una parte, el señorío eclesiástico que poseía el Abad de Carrión sobre el barrio de San Martín, y por otra, el señorío civil que ejercían los señores de Frómista sobre el resto de la villa. Entre estos últimos, destaca Gómez Benavides, que en 1427 consiguió unificar ambas jurisdicciones, al añadir el barrio de San Martín a su señorío, y en 1436 fundó el Monasterio de Nuestra Señora de la Misericordia, de monjes benedictinos.
Por otro lado, a finales de la Edad Media, en tiempos de los Reyes Católicos, hay que situar una obra de arte de gran importancia: el retablo de la iglesia de Nuestra Señora del Castillo. Las obras maestras del arte medieval en Frómista, así como los hospitales que tenía para los peregrinos, son fruto del Camino de Santiago, la gran ruta cultural y espiritual, que une España con el Occidente cristiano.
En la Frómista medieval aparecen los tres motivos que más fama han dado al pueblo: San Telmo, el milagro y los judíos.

### Pedro González Telmo (1185-1246)
Conocido hoy como San Telmo, fue figura destacada del siglo XIII, y es invocado como patrono de las gentes del mar.
Era sobrino del obispo de Palencia, quien le orientó hacia los estudios eclesiásticos. Fue nombrado canónigo y, estando vacante la dignidad de deán, fue promovido a ella por el Papa a instancias de su tío.
Habiendo tenido noticia de la consecución de este puesto, Pedro se dispuso a celebrar su elección. Encontrándose en la Plaza Mayor de Palencia, quiso hacer caracolear a su caballo para excitar la admiración del público y conseguir su aplauso. Se lanzó pues, a toda brida; pero el caballo se encabritó en medio de la carrera, dio un paso en falso y tiró al jinete en un lodazal. Los espectadores celebraron la caída con gritos y burlas, y el joven y elegante deán quedó avergonzado por un momento. Pero reaccionó súbitamente y con voz potente exclamó:

—¡Cómo! ¿Este mismo mundo, a quien yo tanto quería agradar, se burla ahora de mí? Pues bien, también yo me burlaré de él. Y desde ahora, vuélvole la espalda para llevar una vida mejor.

Así fue como determinó servir a Dios con tanta y más atención con que antes había servido a su vanidad. Ingresó en el convento de Santo Domingo (San Pablo), en la misma ciudad de Palencia, y allí permaneció durante tres años. Posteriormente, predicó en el norte de España llegando a Tuy, donde murió en 1246.

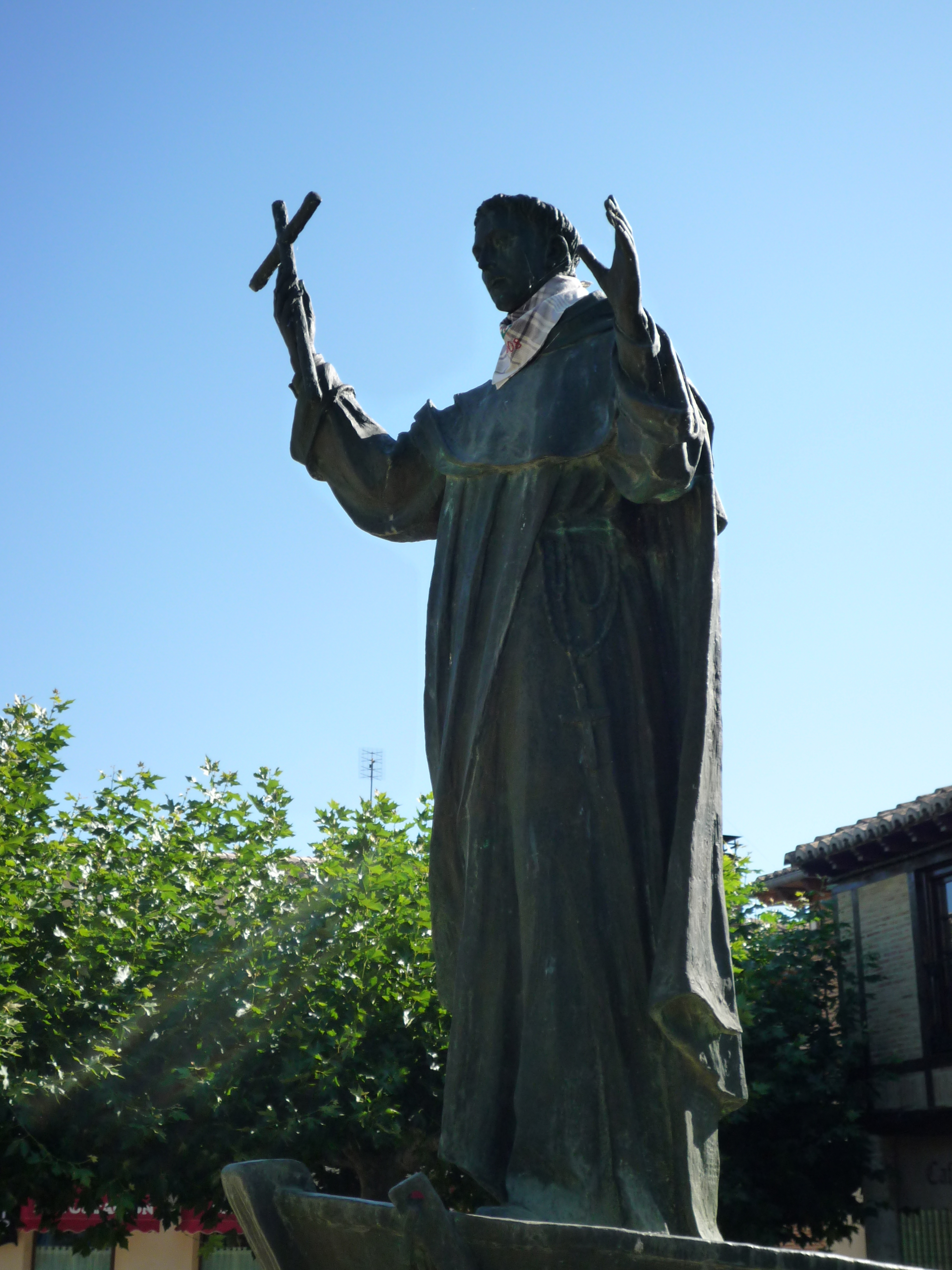
Estatua de san Pedro González Telmo en Frómista

### La comunidad judía
Los judíos estuvieron presentes en Frómista desde antiguo, debido a que Fernando I (1010-1065), dada la necesidad de repobladores, les concedió muchas facilidades para su establecimiento en Palencia, por su justa fama de hombres hábiles, industriosos y activos. Más tarde, durante el reinado de Alfonso X (1221-1284), el número de judíos se vio incrementado con los que huían del Ándalus perseguidos por almorávides y almohades. Así, a finales del siglo XV, la comunidad judía de Frómista llegó a tener unas doscientas familias (1000 personas), que conformaban aproximadamente la cuarta parte del pueblo. La expulsión de los judíos de España en 1492 supuso por lo tanto una sangría demográfica y económica muy considerable.

### El milagro
Un hecho de singular importancia acaecido en 1453 otorga al priorato de San Martín nueva fama, y el sobrenombre de "Villa del Milagro" a Frómista.
Un tal Pedro Fernández de Teresa pidió dinero prestado a un judío llamado Matudiel Salomón. Vencido el plazo, no devolvió el préstamo, y el judío le denunció a la autoridad eclesiástica, que le excomulgó. El hombre, como se vio excomulgado, pagó los dineros al judío, pero no se preocupó de confesarse y aclarar su falta. Cayó Pedro Fernández gravemente enfermo y pidió confesarse con el cura de San Martín, Fernández Pérez de la Monja, quien acudió a administrarle los últimos sacramentos.
Cuando el párroco quiso darle la Forma, ésta se hallaba adherida a la patena con tal fuerza que no pudo separarla. Perplejo, el sacerdote preguntó al enfermo si había ocultado algún pecado o si acaso estaba excomulgado. Acordóse Pedro de lo sucedido con Matudiel y se lo explicó al sacerdote, quien le absolvió y le dio a comulgar otra Forma. Después, Pérez de la Monja tomó la Forma del Milagro, tal como estaba en la patena y la colocó en custodia en San Martín.
En la casa en la que acaeció el suceso se guarda la estola del sacerdote, ya deshilachada, y a la puerta aún se puede ver la llamada "piedra del milagro".

### SiglosXVIyXVII
Comparados con la época medieval, los siglos XVI, XVII y XVIII son tiempos de decadencia. El régimen señorial pesaba sobre los pueblos, y no es extraño que la mayor parte de las gentes de tierra de Campos mostrara simpatía por el movimiento comunero. Sin embargo, el ejército comunero se hacía gravoso allá por donde pasaba. En 1521, a su paso por Frómista los vecinos se vieron obligados a pagar 250 ducados de oro para librarse del saqueo. La expulsión de los judíos, las pestes y otros desastres aceleraron la decadencia de la villa. Hacia 1591, en tiempo de Felipe II, Frómista tenía 521 vecinos, la mitad, aproximadamente, de los que había tenido cien años antes. A mediados del siglo XVIII la población había descendido a 217 vecinos. No había industrias ni apenas actividad comercial; la agricultura, exclusivamente de secano, era muy poco productiva; los árboles eran escasísimos y una de cada cinco casas estaba arruinada

### SiglosXVIIIaXX

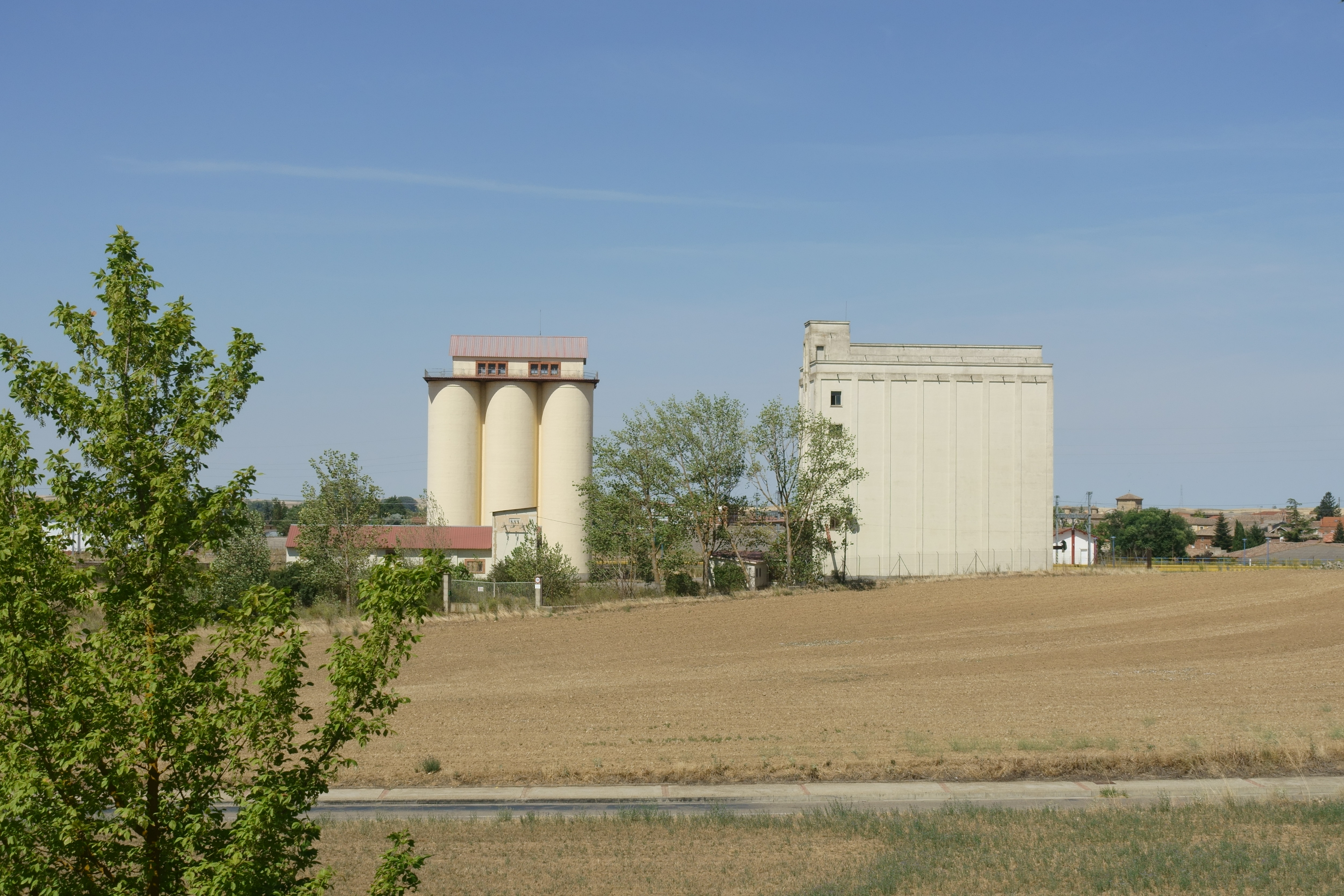
Antiguos silos de cereales de la Red Nacional de Silos y Graneros

Aquel panorama desolador comienza a cambiar cuando, a finales del siglo XVIII, se construye el canal de Castilla. En 1773 el canal alcanza Frómista, construyéndose cinco esclusas, cuatro de ellas unidas mediante el mayor salto de agua de toda la ría. El Canal supuso una animación moderada de la economía, propiciando el regadío, el transporte y la aparición de fábricas de harina.
A comienzos del período constitucional (1833) la localidad se constituye en municipio en el partido de Carrión de los Condes, que en el censo de 1842 contaba con 44 hogares y 1482 vecinos.
Durante la primera mitad del siglo XIX la población aumenta, y se estabiliza en torno a los 1500 habitantes. Hacia 1865 llega a Frómista el ferrocarril del Norte. Fue otra oportunidad para el pueblo, que tal vez no se aprovechó debidamente, a causa de las dificultades económicas de toda la región.
Frómista ha tenido que superar en el siglo XX las crisis que hicieron presa en toda la España rural. La población actual es de unos 1000 habitantes. Sin embargo quedan motivos de esperanza vinculados a los dos caminos legados por la historia. El Camino de Santiago hace de Frómista etapa obligada para los amantes de la cultura. El camino de agua, el canal de Castilla, con acequias para los nuevos regadíos, ofrece posibilidades para una agricultura más intensiva y variada, con mejores expectativas de producción.

## Demografía
Cuenta con una población de 748 habitantes (INE 2024).

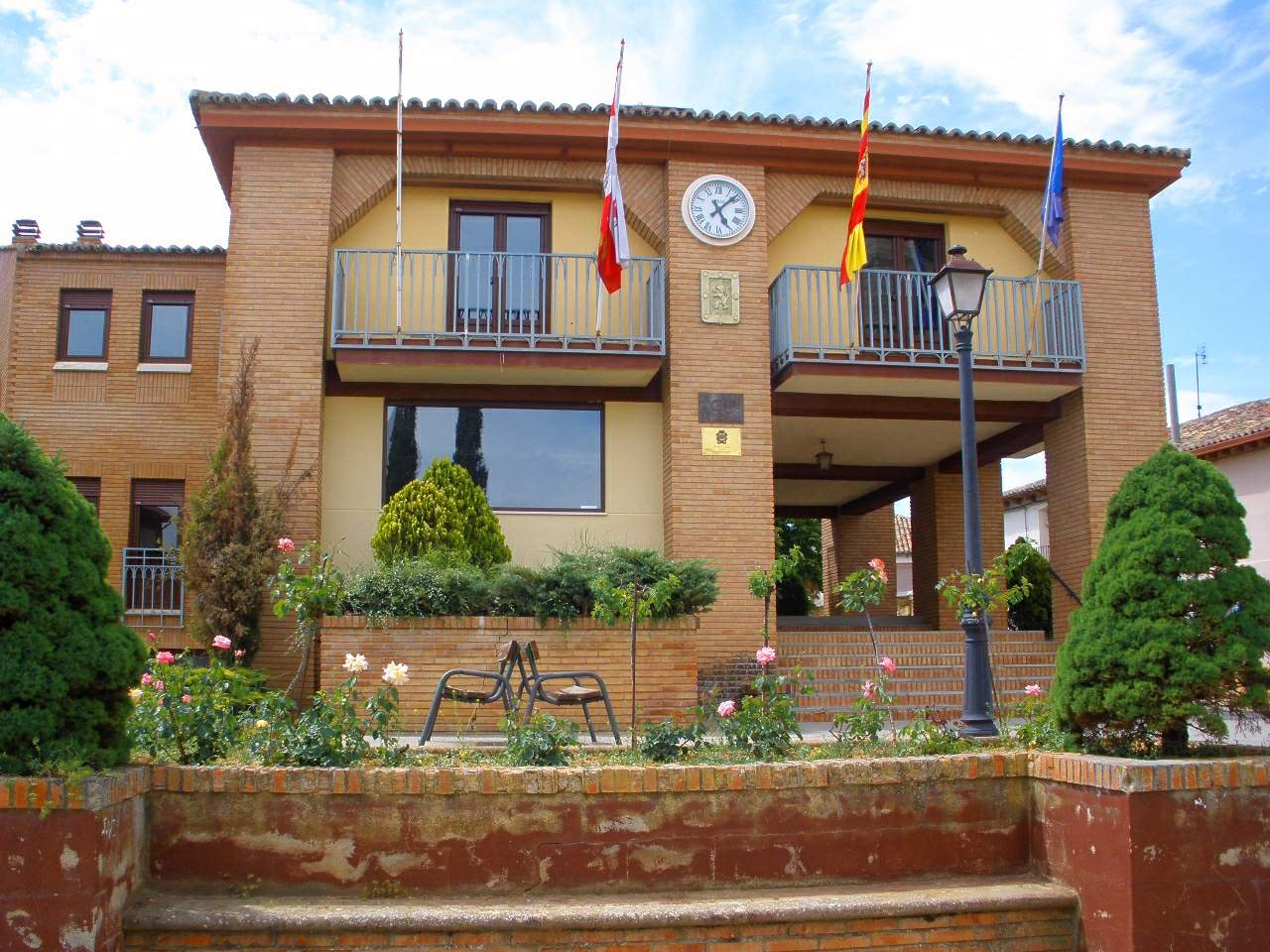
Casa consistorial

| Gráfica de evolución demográfica de Frómista entre 1842 y 2021                                                        |
| |
| Población de derecho según los censos de población del INE. Población de hecho según los censos de población del INE. |

## Cultura

### Patrimonio

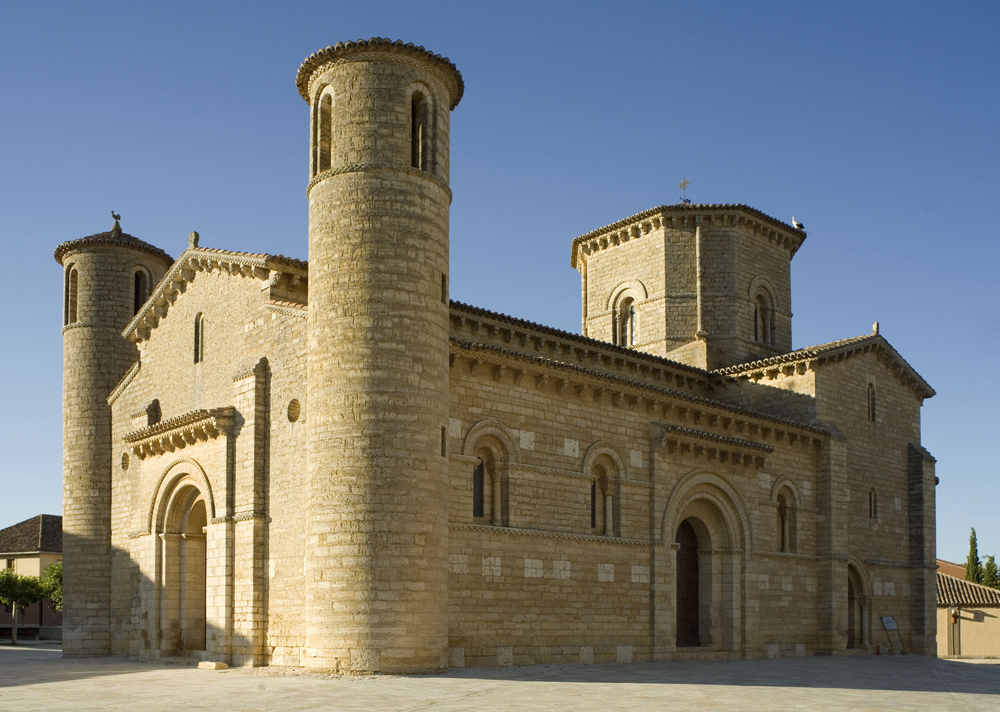
Iglesia de San Martín de Tours

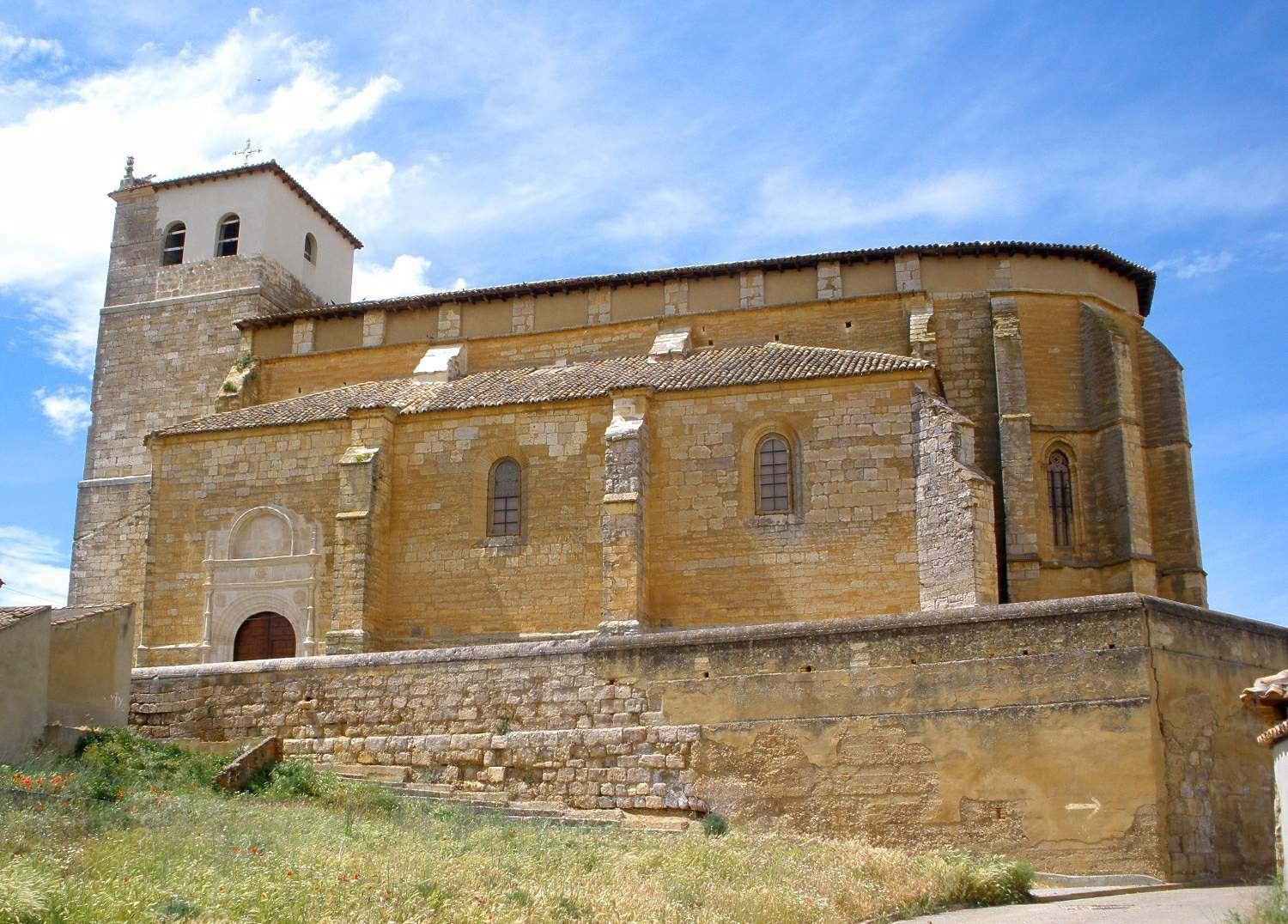
Iglesia de Santa María del Castillo

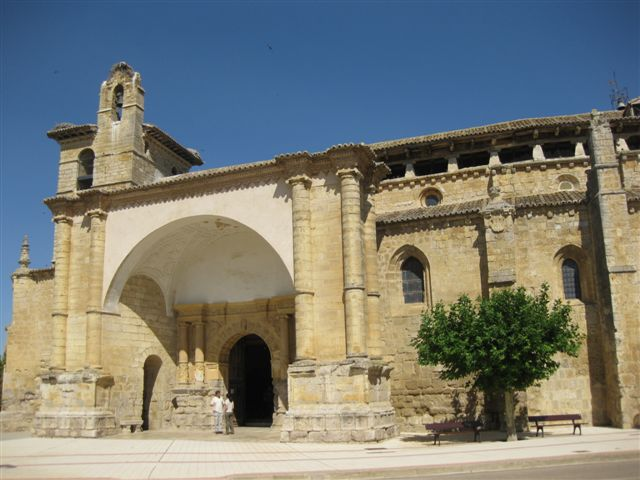
Portada de la iglesia de san Pedro

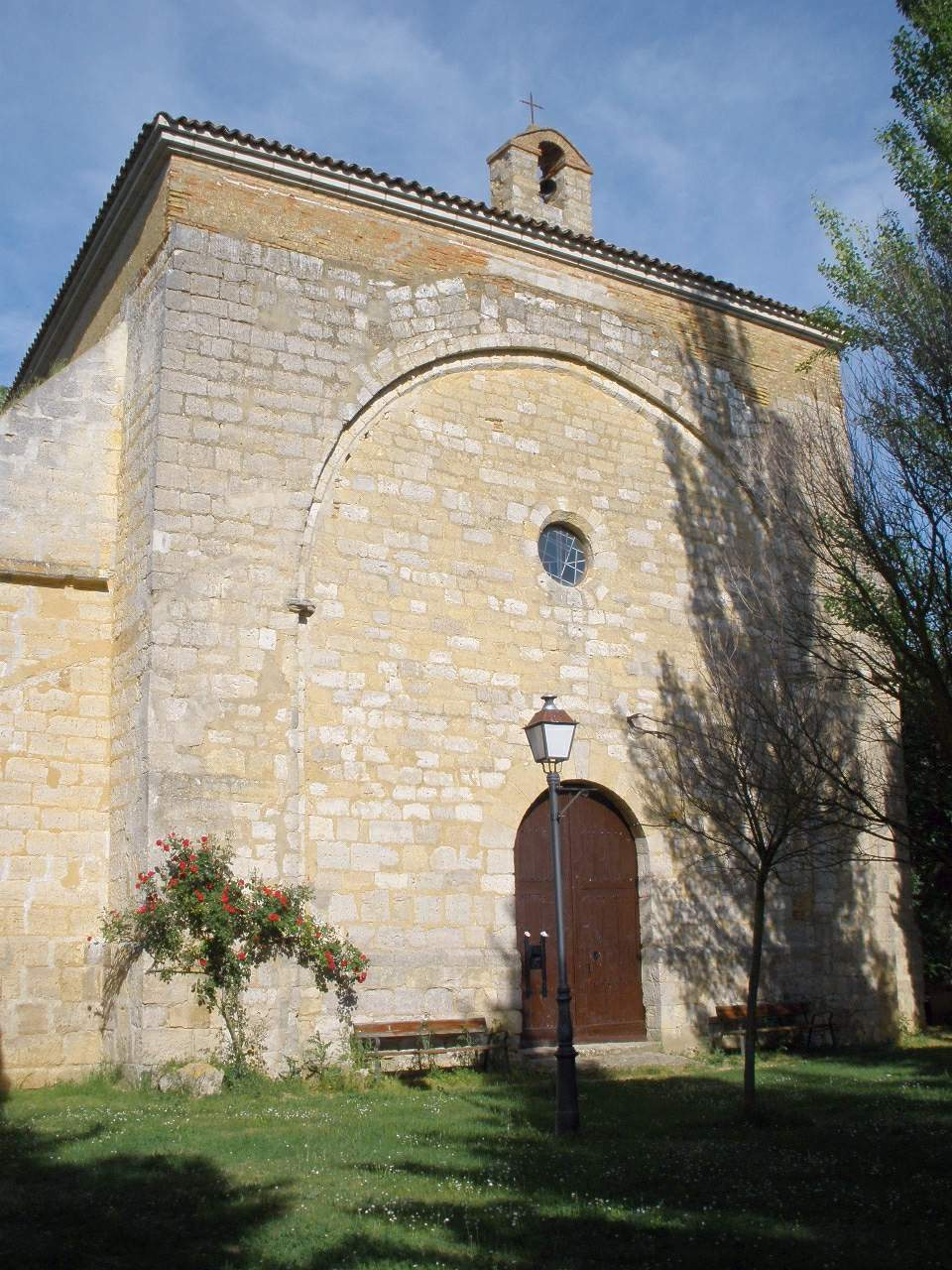
Ermita del Otero

Situada en el Camino de Santiago, posee un numeroso patrimonio histórico:
- Iglesia de San Martín de Tours. Del siglo XI, es uno de los templos románicos más completos de toda Europa. Destacan sus armoniosos ábsides y cimborrio, sus canecillos e impostas, y en el interior, los capiteles labrados con un extenso repertorio de imágenes sacras y profanas.[3]
- Iglesia de Santa María del Castillo. Declarada BIC en 1944. De estilo gótico ojival es un templo de tres naves. Sufrió, en 1980, el robo de Erik el Belga de doce de las veintinueve tablas hispano flamencas que coronaban el retablo mayor. Desde 2008 alberga un espectáculo audiovisual sobre las historias y leyendas del Camino de Santiago, llamado Vestigia, Leyenda del Camino.
- Iglesia de San Pedro. Es una iglesia gótica que se comenzó a construir en el siglo XV. No obstante, no recibe su forma definitiva hasta el siglo siguiente. Tiene una torre de cuatro cuerpos, de aspecto rotundo y macizo. Uno de los elementos más interesantes del exterior es la portada renacentista, trazada por Juan de Escalante hacia 1560. También cabe destacar el grupo del Descendimiento, de la escuela castellana de Juan de Valmaseda, y dos imágenes esculpidas: San Pedro y San Pablo, del siglo XV. En las naves laterales del templo hay dos lienzos de Gregorio Ferro, discípulo de Mengs: uno con la imagen del Crucificado; y otro con la de San José. En el interior, el templo se organiza en cinco tramos y tres naves divididas por pilares fasciculados, que soportan bóvedas de crucería estrellada con combados. Presidiendo el presbiterio se alza el retablo mayor, diseñado por Francisco Trejo en 1636. Sigue el esquema clasicista, ordenado y monumental, que caracteriza a los retablos del momento, inspirados en motivos herrerianos.[4]
- Ermita del Otero. Consta de una sola nave de trazado gótico, reformada en el siglo XVIII. En su interior tiene una Virgen escultural de la Virgen del Otero, románica, perteneciente al siglo XIII, sentada con el niño y que ha sido sometida recientemente a restauración.
- Canal de Castilla y sus esclusas. Unos de los puntos más importantes del canal se sitúa en Frómista, donde podemos encontrar en un mismo paraje, el cruce entre el Camino de Santiago y el canal de Castilla, el desnivel más pronunciado de cuantos tiene la obra y el único conjunto cuádruple de esclusas que hay en todo el recorrido del canal de Castilla. Adosada a estas esclusas se sitúa la Casa del Esclusero, hoy en día, Oficina de Turismo.

### Fiestas
San Telmo
Es una fiesta de fecha móvil, ya que se celebra el lunes siguiente al lunes de Pascua. Es una fiesta de gran tradición y el acto central es la procesión cívica de "el Ole" que tiene lugar el domingo por la noche.
La procesión de "el Ole" da comienzo a las diez en punto de la noche. La preside el mayordomo de la cofradía, que porta el Vítor -una cruz en la que aparece representado San Telmo, de la que cuelgan dos cintas rojas-, dos diputados (juez antiguo y juez moderno, o lo que es lo mismo, antiguo y próximo mayordomo) y dos cofrades que llevan las cintas, además de la corporación municipal. Los participantes bailan con palos, porras y escobas y cantan todo tipo de canciones populares, coreándose la danza con gritos de: ¡Viva San Telmo, viva San Telmo...!, ¡Esto no es Ole, esto no es Ole...!, ¡Esto no es Ole/ y el Ole no se quita/ porque lo ha puesto/ la "Tía Majita"!.
Cada cierto tiempo, cesa el baile y los danzantes se colocan en un corro. Suenan entonces antiguas canciones a la vez que se golpea en el suelo con los palos y las porras. Tras estos cantos, se reanuda el baile con rapidez.
La procesión transcurre por las calles del pueblo hasta la casa donde dice la tradición que nació San Telmo. Allí se lee un sermón satírico-burlesco, escrito en su mayor parte en copla o cuarteta asonantada, que hace una crítica de personajes y hechos acontecidos en el año.
Después del sermón se repite el baile y se vuelve hasta la iglesia de san Pedro, donde comenzó, una vez allí la procesión termina tras 5 o 6 horas con un estruendoso vítor a San Telmo.
"El lunes de San Telmo", día del patrono, se celebra una procesión, esta vez religiosa, a las doce de la mañana. La compone el monaguillo, que porta la cruz e inmediatamente después, el estandarte. A continuación, la estampa de la cofradía con sus dos cintas. Luego los danzantes y sus chiborras, dulzainero y caja. Les sigue el mayordomo con el Vítor, los diputados sosteniendo sus cintas y los jueces con las insignias. Detrás, se sitúa la imagen de San Telmo. Le sigue el abad de la cofradía, bajo palio, portando la Santa Reliquia, y por último, las autoridades. Cierra la marcha la banda de música.
Tras la procesión se oficia la santa misa, presidida por el abad de la cofradía, titular de la parroquia. El predicador es un dominico, por ser esta la orden a la que perteneció Pedro González Telmo, que así se llamaba el santo.
San Telmillo
También es peculiar la celebración de San Telmillo, el domingo siguiente a San Telmo, aunque es una fiesta menor.

### Gastronomía
Destacan sus pastas, dulces típicos de la gastronomía castellana. Muy importante son el lechazo asado y la menestra palentina.

## Eventos

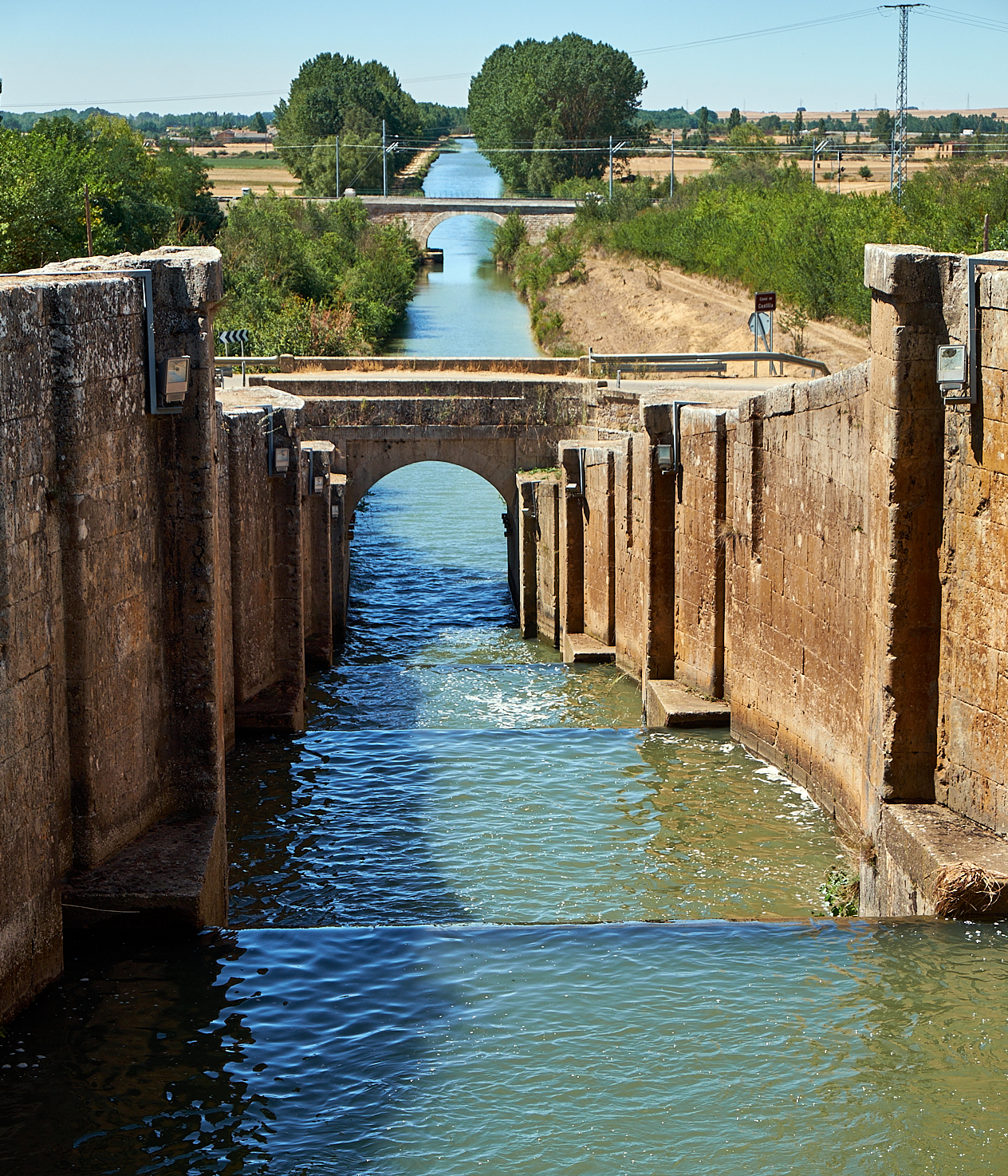
El Canal de Castillo a su paso por Frómista

- Triatlón de Frómista. Triatlón Media Distancia que se celebra en los últimos días de agosto.
- Feria del Queso. Feria nacional de Queso y productos agroalimentarios. Se celebra en el mes de julio, el domingo más cercano a la festividad de Santiago Apóstol, 25 de julio,
- Fiesta del Vino. Fiesta que se celebra el sábado más cercano al día 12 de octubre.

## Ciudades hermanadas
Tuy, ciudad de la comarca del Bajo Miño de la provincia de Pontevedra, Galicia. Lugar de fallecimiento del patrono común de las dos ciudades: San Telmo.
En el casco histórico de Frómista hay una plaza en honor a esta ciudad.